# 魔の巣 Manos
『魔の巣 Manos』（まのす、原題:Manos: The Hands of Fate）は、アメリカ合衆国の1966年の自主制作ホラー映画。脚本、監督、製作を手掛けたハロルド・P・ウォーレンが、この映画の主演も務めている。
"Manos"はスペイン語で「手」の複数形を意味する単語で、邦題『魔の巣』は同じ音韻の当て字による改題である。また、同映画内のカルト教団が信仰している邪神の名前でもある。

## 概要
ウォーレンはテキサス州エルパソ出身の保険や肥料のセールスマンで、脚本家スターリング・シリファントとの賭けの結果としてこの映画を制作した。彼はまたエルパソの演劇俳優トム・ネーマンおよびジョン・レイノルズと共に、映画の主演を務めた。本作は、映画制作経験がほぼゼロか全く経験の無いスタッフによって、製作予算が非常に限られている中で制作されたものだった。劇場封切り直後、この映画は殆ど受け入れられてもらえず、エルパソのカプリ劇場やテキサス西部およびニューメキシコ州周辺のドライブインでのみ上映された。
1993年まで本作は世に知られていない状態だった。B級映画を面白おかしく取り上げる連続テレビ番組『ミステリー・サイエンス・シアター3000(MST3K)』のある回にて本作が取り上げられた結果、これまでに制作された中で最悪な映画の1つとしてカルト人気を博すきっかけとなった。本作は技術的欠陥、特に編集と繋がりの不備が顕著である。具体的には 同期が合っていない音声と映像、間延びしたペース配分、見るに堪えない演技、そのほか全体のあらすじから外れた不可解に思えるシーン（車の中でカップルがいちゃいちゃしたり、マスターの妻がキャットファイトに割って入るなど）が幾つかある。MST3Kでの紹介がオリジナル映画のDVDリリースにつながり、MST3Kでこの映画を特集した回の個別DVDも作られる結果となった 。
2011年にオリジナルの16mm編集作業用フィルムがカリフォルニアで発見され、そこから非常に優れた画質の新しいコピー映像が、Synapse Filmsより2015年10月13日にBlu-ray Discでリリースされた。

## あらすじ
マイケルとマーガレットの夫妻は、幼い娘デビーと愛犬ペッピーを連れ、テキサス州エルパソ付近にある「バレーロッジ」と呼ばれるホテルで休暇を過ごすため、車で砂漠を走っていた。マーガレットは道に迷ったのではないかと主張するが、マイケルは否定する。農地や砂漠を車で通り抜ける長い撮影の後、ティーンエイジャーの2人が車の中でイチャイチャして代理保安官代理に逮捕されるシーンが挿し挟まれ、ようやく家族はとある館に到着する。この館はどこからともなく出現したようで、そこには「マスターが留守の間」この場所の世話をしているという召使いトーゴがいた。彼の風貌はサテュロスのようで言動は非常に奇怪だった。マイケル夫妻がバレーロッジへの道順を尋ねるが、トーゴはそのような場所は知らない（ほうがいい）と拒否する。不満げなマイケルは、トーゴや妻マーガレットの反対にもかかわらず、自分たちを一晩泊まらせてほしいとトーゴに頼んだ。
マイケル夫妻は陰気で悪辣そうな風貌の男性とギラついた目をした黒い犬の不穏な絵が館の中で飾られていることに気づき、トーゴはそこに描かれている男性がマスターだと言う。不気味な遠吠えが聞こえてマーガレットは怯え、ペッピーは唸り声をあげて外へと駆け出していく。マイケルが車から懐中電灯と拳銃を取り出して調査すると、愛犬が外で死んでおり、砂漠に埋葬してから館に戻ることにした。一方、トーゴは突然マーガレットに「マスターは貴女が花嫁になる事を望んでいるが、私は自分のために貴女を置いておきたい」と意味深なことを打ち明け、彼女の肩を抱き寄せようとする。この件を夫に報告すると言われ、トーゴは「貴女を守る」と約束する代わりに何も言わないでくれと彼女を説得する。マイケルが戻ってくると車が始動しなくなり、気は進まないものの一家はこの館で夜を明かすことにした。
トーゴがマーガレットの着替えを覗くシーンの後、マイケルとマーガレットは娘デビーがいないことに気付いて探しに行く。デビーはあの絵と同じ黒犬の鎖を持って戻ってきた。デビーを追って、マイケルとマーガレットは焚火の周りで寝ているマスターと彼の妻達を偶然見つけた。妻達は透ける素材のネグリジェをまとい、マスターは2本の赤い手形模様が付いたローブを着ていた。一夫多妻制のカルトだと気付いたマーガレットとデビーは脱出しようと走って館へと引き返す。2人の後ろを走っていたマイケルは、現れたトーゴに襲われ、柱に括り付けられる。カルト教団の尊師ことマスターが目を覚して妻達を呼び寄せるのを見たマイケルは、「邪神マノスの生贄になる必要があること、そしてマスターはマーガレットとデビーを自分の新たな妻に迎えるつもりだ」と彼女たちに伝え、一旦姿を消す。
妻達は、幼いデビーを妻として迎えるべきか生贄にさせるべきかを討議していたが、暴力を伴うケンカに発展した。戻ってきたマスターは仲裁し、トーゴと彼の最初の妻を生贄にすることに決めた。一方、目を覚ましたマイケルは自分の縄をほどき、館に戻ってマーガレットとデビーと合流し、館を後にして砂漠に逃げ込む。マスターはトーゴに催眠術をかけ、妻達に彼を殺すよう命じる。妻達に叩かれたりさすられてトーゴは死んでしまったかのようだったが、やがて彼は意識を取り戻した。そこでマスターはトーゴの左手を切断して火を点け、トーゴは左手首から先を失ったまま炎に包まれて暗闇に逃げ込む。その後マスターは、最初の妻をマノスの生贄にした。
マイケルたち3人が砂漠を駆け抜けている途中、マーガレットがへたり込んで「自分はこれ以上行けない」と言う。3人の前に出てきたガラガラヘビをマイケルが撃つと、その銃声が代理保安官の耳に届くが、隣国メキシコの銃声だと考えた保安官たちはそれを放置した。マーガレットは、カルト教団が自分達をわざわざ館では探そうとは思わない筈という考えから、マイケルに館に戻ってはどうかと提案する。彼女の提案により、一家は館に戻るが、マスターと犬が自分達を待っているのに気付く。マスターが自分達に向かって来るので、マイケルは至近距離でマスターの顔に何発か撃ちこむが、その効果がない。
映像はその後、旅行中の2人組の女性に切り替わる。暴風雨の中、宿を探していた彼女たちはマスターの館に行き着く。虚ろな目をしたマイケルが彼女達に挨拶して「マスターが留守の間、私がこの場所の世話をしています」と伝える。終幕の場面では、マーガレットとデビーがマスターの妻達になっていて、全員が眠っている。

## 主な出演者

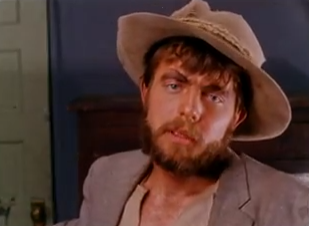
トーゴ役のジョン・レイノルズ

| 役名         | 俳優                    |
| ------------ | ----------------------- |
| マイケル     | ハロルド・P・ウォーレン |
| マーガレット | ダイアン・ マーリー     |
| デビー       | ジャッキー・ネーマン    |
| トーゴ       | ジョン・レイノルズ      |
| マスター     | トム・ネーマン          |

## 製作
ウォーレンはテキサス州エルパソの演劇舞台で活動しており、かつて連続米テレビ番組『ルート66』の通行人役で出演し、そこで脚本家のスターリング・シリファントと出会った。地元の喫茶店でウォーレンはホラー映画を作るのは難しいことじゃないと主張し、自分で映画を丸々作れるかシリファントと賭けをした。賭けが成立した後、ウォーレンは喫茶店内にあるナプキンで脚本概要に初めて取り掛かった。映画資金としてウォーレンはかなりの額を貯めていたとはいえ現金19,000ドル（2019年換算で15万ドル、日本円で約1600万円に相当）と不十分だったが、地元の劇場から昔一緒に働いていた俳優陣を多く雇った。ウォーレンは出演者や裏方に賃金を払うことができなかったため、映画の利益を分け与えることを彼らに約束した。
1966年半ばに、この映画は「The Lodge of Sins（罪業のロッジ）」や「Fingers of Fate（運命の指）」といった作業タイトルで撮影された。撮影は主に、ウォーレンと事務所フロアを共有する弁護士コルバート・コールドウェルの牧場で行われた。製作に使った機材の大半がレンタルだったので、返却期限までに撮影を完了するためウォーレンはできる限り多くの撮影を突貫で行う必要があった。映像はベル&ハウエル社の16mmカメラで撮影されたもので手で巻く必要があったため、一度に32秒の映像しか撮ることができず、最終的なカット割付で多くの編集問題が生じる結果となった。映像と音声の同時撮影法 (double-system recording) を使うのではなく、全ての音響効果と対話は、ウォーレン、ネーマン、レイノルズ、ジェニングス、ウォーレンの妻ノーマなど、ほんの一握りの人々によって製作後に吹き替えられた。製作期間の後で、ウォーレンはこの映画を『Manos: The Hands of Fate』に改名した。「manos」という単語は「手」の複数形を意味するスペイン語で、原題タイトルを文字通りに翻訳すると『手:運命の手』というトートロジーである。スタッフたちはウォーレンの素人ぶりや短気さに辟易し、彼のいないところで本作を『Mangos: The Cans of Fruit (マンゴー、果実の缶詰)』と揶揄していた。 
撮影中に、ウォーレンはダイアン・マーリーをテキサスビューティークイーンとして紹介することで、自分の映画の宣伝効果が高まることを知った。彼は西テキサス地域の美人コンテストにマーリーを申し込んだが、出場者として認められるまで彼女にそのことを伝えるのを怠っていた。彼女はそれに協力して、ほどなく最終候補の1人として舞台に上がった。後にマーリーが断言したことでは、窓から覗き見る（トーゴが愛を宣告する前に彼女を観察する）シーンを撮影するにあたって、ウォーレンは彼女に上半身の衣装を脱ぐよう促したが、彼女が拒否すると試しでの提案だったと主張してすぐに撤回した。
ウォーレンはモデルエージェンシーと契約してジョイス・モラーを含めマスターの妻を演じる女優を出してもらった。製作早々にモラーは足を骨折したので、映画に彼女を留めておくためウォーレンは脚本を書き直し、映画のあらすじと完全に外れているように見える、道路脇の車内でイチャついている若いカップルを入れた。
出演者と裏方の多くは日中の仕事も持っていたので、ウォーレンは夜間に夜のシーンを撮影することを決めた。夜のシーン撮影では、カメラとライトが蛾の群れを集めてしまい、それは映画の最終製作で見られる。 警官達がマイクの銃声を「調査」するシーンでは、パンのため風景を照らすのに十分な光がなかったので、彼らは数十cm先しか歩くことができなかった。
後の編集でいかなる映像問題も修正されるという裏方達によるウォーレンとの約束にもかかわらず、ポストプロダクションの取り組みは最小限だった。視覚的な一例が、映画冒頭で「イチャつくカップル」のカット割り後にカチンコが瞬間的に見えてしまっている。会話やあらすじへの影響を最小限にして主な登場人物たちがホテル探しのドライブをする、全9分にもおよぶ一連のオープニングはそうした怠慢の結果だった。ウォーレンはこの撮影場面にオープニングクレジットを入れる意図があったようだが、それを入れ忘れたか、そうするだけのポストプロダクション予算が無かったと言われている。
トーゴを演じた俳優ジョン・レイノルズは、映画が初上映される1か月前の1966年10月16日に散弾銃で頭部を撃って自殺し、当時25歳だったレイノルズにとって本作が唯一の映画出演となった。
トーゴのヒザが膨らんでいて、奇妙な歩き方をしているように見える理由は、このキャラクターが恐らくサテュロスをモデルにしていることによる。
（サテュロスとは、ギリシャ神話の精霊で、上半身が人間で下半身が山羊。好色で飲んだくれ、怠惰で無用の種族とされている）
レイノルズは、山羊の足を持つように見えるよう、膝に自作の補装具を着けて撮影していた。
のちにこの器具が原因で、膝蓋骨に後遺症が残り、レイノルズは自殺するまで常に鎮痛剤を服用していたという。
また撮影中に彼がLSDを使用しており、常に酩酊状態だったのは事実だと、デビー役のジャック・ネーマンが述べている。

## 反響
本作は1966年11月15日に、ウォーレンの故郷テキサス州エルパソのカプリ劇場で、地元の脳性麻痺基金に向けた慈善興業として初上映された。ウォーレンは、イベントにハリウッドのような雰囲気を高めるため、映画館でサーチライトを使用させたり、初上映に出演者がリムジンで運ばれるよう手配した。ただし、ウォーレンが手配できたリムジンは1台だけだったという。デビーを演じた当時7歳のジャック・ネーマンは、初上映時に（特に画面上で別の女性の吹き替え音声が自分の口から発せられた時に）がっかりして泣いてしまったことを覚えている。マーリーは、この映画のくだらなさに上映中ずっと笑っていたことを後に述懐した。翌日、この映画のレビューがエルパソ・ヘラルド=ポスト紙で取り上げられ、同作品を「果敢な実験」だと説明した。マスターの妻たちによる「死ぬまでマッサージ」させるといったトーゴ殺害の試みや、日中にいる間も「暗くしている」点など、幾つかの要素は批判された。とはいえ、同批評は映画の「ヒーロー」としてレイノルズの画面存在感を指摘した。
初上映の後でウォーレンは、本作品に誇りを持っているとはいえ、本作はこれまでに製作された中で最悪の映画だと感じたと主張し、再度吹き替える機会があればそれは無難な喜劇に作るつもりだと語った。この映画は、エマソン・フィルム・エンタープライズ社によって短期的に配給された。封切り後に、この映画はカプリ劇場で短期上映されたほか、ラスクルーセスを含むテキサス西部とニューメキシコ州の町にある様々なドライブインシアターで上映された。この映画での仕事に対して報酬が出た裏方メンバーは、それぞれ自転車と大量のドッグフードを受け取ったジャッキー・ネーマンと彼女の家族が飼う犬だけだったと報道されており、この映画は極端に低い制作予算だったにもかかわらず収支均衡を上回れなかった（つまり赤字だった）ようである。この映画の公式な興行成績は不明である。同映画は評判も乏しかったが、ウォーレンは独力で映画を丸々作れることを証明して、スターリング・シリファントとの賭けに勝った。
ほとんどの出演者および裏方陣は、本作を終えてから他の映画に携わることは一切なかったが、マーリーはダイアン・アデルソンとしてモデル職を続けて成功を収めた。ウォーレンは、自身が書いた別の脚本「Wild Desert Bikers」を売り込もうとしたが、『魔の巣』の失敗もあり、彼がアプローチした誰一人としてその製作に興味を示さなかった。映画脚本を小説にしようとする試みも同様にうまくいかなかった。

### 世に埋もれていた時期
地元での少ない上映が終わると、本作はほぼ完全に忘れられてしまった。 ジャッキー・ネーマンがカリフォルニア大学バークレー校に通っていた頃、彼女の友人たちが映画のコピーを見つけようとしたが上手くいかなかった。1981年の新聞記事は、この映画が地元のテレビ局で放映された可能性があるとして「20ドルでレンタルできる映画カタログのページ下部に掲載されていた」ことを報じている。（世に出回った）映像は恐らくこのテレビパッケージからの16mmプリントを介して再浮上したもので、これが多くのパブリックドメイン（知的財産権が発生しない）映像の供給会社によってホームビデオ市場に導入されていった。これら供給会社の1つがコメディ・セントラルに映像提供する業者で、後の1992年に送られてきた映画の箱に入ってフランク・コニフの目にとまり、彼がテレビ番組で紹介する映画の1つとして『魔の巣』を選んだのである。

### テレビ露出後

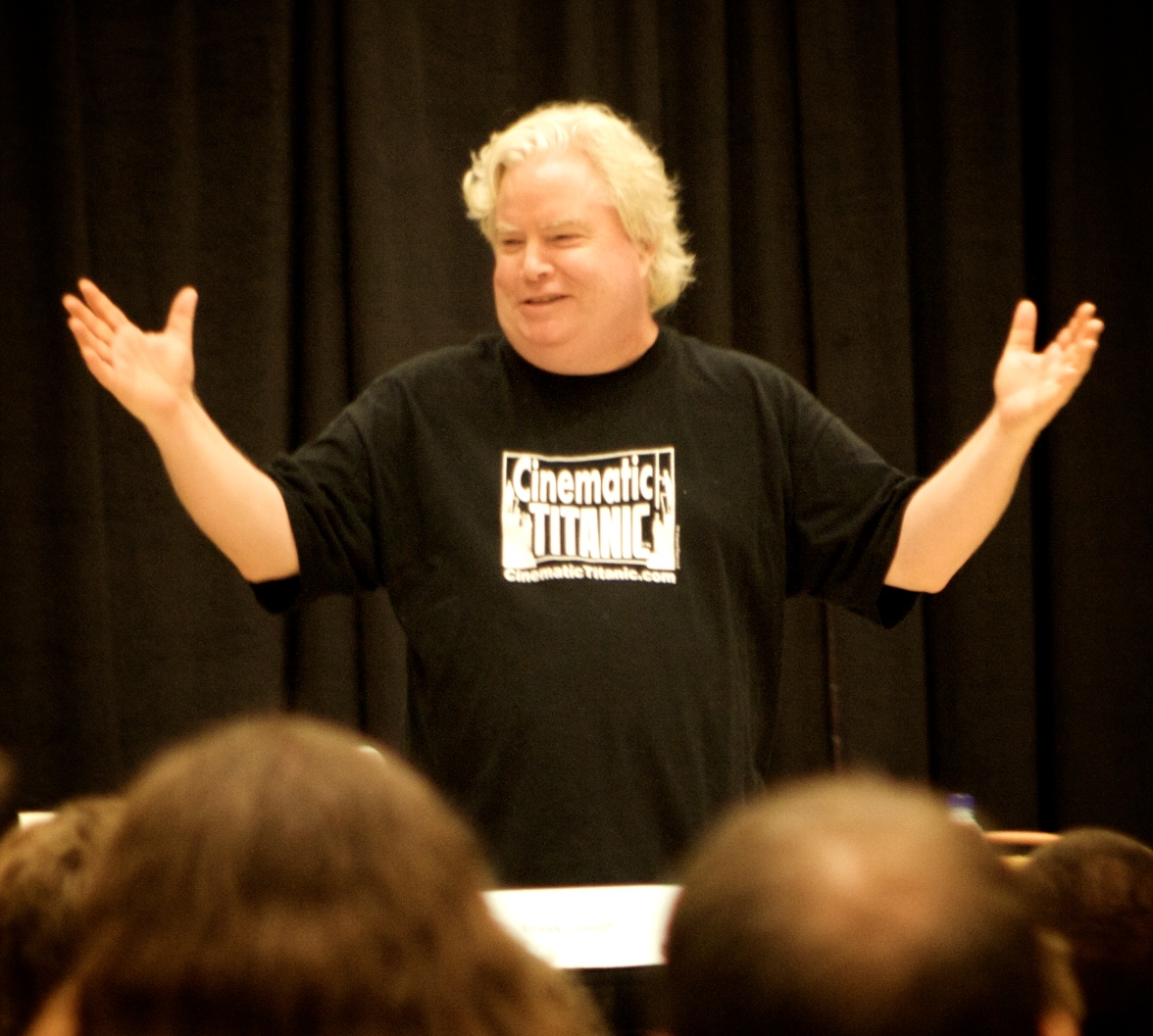
1992年に『ミステリー・サイエンス・シアター3000』で取り上げる題材に『魔の巣』を選んだフランク・コニフ

1993年1月30日、この映画はコメディ・セントラルの連続テレビ番組『ミステリー・サイエンス・シアター3000(MST3K)』第4期の最終回で特集された。同番組の設定は、人間の主人公（ジョエル・ホジソン）と仲間のロボット2体が宇宙空間で拘束され、Dr.クレイトン・フォレスター博士とTVフランクという二人組のマッドサイエンティストにつまらない映画を見させられるというものである。同シリーズの他の回と比べても本作の質の悪さは即座に明らかとなった。 ロボット2体は、冒頭が長く続く中、皮肉るためにタイトルを何度も繰り返した。番組司会の中断時、ジョエルとロボット2体は映画の冒頭場面を小馬鹿にして、トーゴを怪物と見なすべきかどうかを議論し、「マスター」と彼の犬の真似をした。司会の途中で、その映画に関心を持たせようにもそれを超えている映画の質の低さに、どちらのロボットもすすり泣いて倒れ込んでしまった。マッドサイエンティスト役の2人も、彼らへの拷問が許容限界を超えてしまったことを認め、映画を上映したことを謝罪する始末だった。
TVフランク役のフランク・コニフは、局から送られてきた映画のチェックと選定を担当しており、最近送られてきた映画テープの束から無作為に『魔の巣』を引いた。彼はその映画を「どこか人道に反する犯罪のようにも思えたが、確信が持てない」と感じつつも、同番組にふさわしい「雰囲気や情動」があると感じた。『魔の巣』の回はMST3Kシリーズの最高傑作の1つだとエンターテインメント・ウィークリー誌
やクレイヴ・オンライン (CraveOnline) サイトで評され、それがこの映画をインターネット・ムービー・データベースの利用者投票で最悪の映画の1つと見なされることに繋がったとはいえ、MST3Kは世に埋もれていた映画に光を当てることになった。2008年にサンディエゴで開催されたコミコン・インターナショナルでの質疑応答中、MST3Kの出演者および作家陣に『魔の巣』よりも酷い映画で取り上げなかったものについての質問が寄せられ、多くが『チャイルド・ブライド (Child Bride) 』を挙げた。
『魔の巣』はまた、MST3Kで共に出演したマイク・ネルソン、ケビン・マーフィー、ビル・コルベットによる後継企画『RiffTrax』でも、2012年8月16日の生放送で取り上げられている。これは全米の映画館で同時放送されたライブイベントだった。
MST3Kが『魔の巣』を取り上げた当時、ネルソンとマーフィーは番組出演者の一員だったが、彼らの同僚でRiffTrax看板出演者のコルベットや作家陣はオリジナルの回に関与していなかった。今回の取り上げ方は全て新作ジョークで、オリジナル『魔の巣』の綺麗になった映像を使っており、元のテレビ番組回では不明瞭だった事柄についても彼らはジョークを言うことができた。

### カルト映画としての人気
本作を取り上げたMST3Kの放送分は、2001年に単独でDVD化し、2004年には同番組の傑作選(Mystery Science Theater 3000 Essentials)にも収録された。
本作オリジナル版DVDは、他にも『MST3K』で取り上げられた映画のオリジナル版を販売するアメリカのアルファ・ビデオ（Alpha Video）を通して入手可能となっている。この映画の魅力を説明しようとして、ロサンゼルス・タイムズ紙は「およそ10度に及ぶ『魔の巣』視聴を終え、本作は（映画好きの）親近感と関係があると私は結論付けました。本作は、共同作業を我慢して自分で執筆、監督、製作、主演するという、ウォーレンの脳内の純粋な一片であるため、『魔の巣』は映画へと変容した潜在意識に相当するものだ」との仮説を打ち出した。本作の熱烈なマニアだというボビー・トンプソンはもっと簡潔に「本作は電車の脱線事故と同じようなもので、そこから目を離すなんて不可能だ」と述べている。Shout! Factory社はMST3Kとノーカット版の両方を収録した同映画の特別編集版をリリースし、それは『Manos y Manos〔ママ〕』と呼ばれている。
『魔の巣』はRotten Tomatoesで14件のレビューに基づき支持0％であり、平均評価点は1.14/10である。『Hollywood's Most Wanted』という書籍では、『プラン9・フロム・アウタースペース』に続いて『魔の巣』が「史上最悪の映画」リストの第2位に挙げられている。エンターテインメント・ウィークリー誌は『魔の巣』を「史上最悪の映画」と発表した。7歳のデビーがマスター（彼女の実父が演じた）の妻たちの1人として衣装をまとっている場面は、ミステリーサイエンスシアター3000のスタッフ陣による「今まで見た中で最もおぞましい物」にリスト入りした。 
この映画の改作喜劇が4本作られている。最初の作品はLast Rites Productionsが制作し、2006年初頭にポートランド (オレゴン州)で上演した。2番目は『Manos: Rock Opera of Fate』という題名のミュージカルで、2007年10月にシカゴで初演された。3番目は『Manos-The Hands of Felt』という題名の人形劇ミュージカルで、2011年4月にシアトルで人形達によって演じられた。同作品は2013年5月にKickstarterのキャンペーンで資金が集まった後、同年8月に再びシアトルでVox Fabuli Puppetsによって上演され、DVD販売用に撮影が行われた。Capital I Productions制作の4番目は、2013年4月にオレゴン州ポートランドでお披露目された。
数年にわたり、この映画はIMDb で最低評価を得た映画として知られていた。 同作品は現在このサイトで史上最悪の映画第3位にランクされている。

## 復元
2011年、オリジナルの『Manos: The Hands of Fate』作業用16mmフィルムが、フロリダ州立映画学校の卒業生ベン・ソロヴィによって16mm映画のコレクションの中から発見された。ソロヴィはBlu-rayでの販売用に『魔の巣』を保存および復元するつもりだと発表した。ソロヴィはクラウドファンディングサイトのKickstarterを通じて復元資金を募り、48,000ドル（当初目標の約5倍）を調達した。1966年にオリジナル作品の初上映が行われた場所からさほど遠くない場所にある、エルパソのプラザシアターで90％完了した映像が初上映された。 2015年10月13日にBlu-rayで初公開された新たな復元版は、ボーナス機能の1つとして復元されていないバージョン("Grindhouse")がついている。

### 著作権騒動
監督のハロルド・ウォーレンがこの映画に著作権標記を入れていなかったため、本作は一般的にパブリックドメイン だと考えられている。当時、著作権標記を入れていない映画は米国内で著作権消失になり、これは『ナイト・オブ・ザ・リビングデッド』でも起こった事である。ソロヴィの復元に関するニュースが流れた時、ハロルド・ウォーレンの息子ジョー・ウォーレンはこの映画が実際にはパブリックドメインではない可能性について説明するようになり、父親の作品から赤の他人が利益を得られないよう模索した。2013年に同脚本が著作権で保護されていて米国議会図書館に登録されていることをウォーレンは発見し、この著作権が映画にも適用されるものと彼は信じている。こうした裁判に関する判例がないため、同映画の法的地位は不確定である。ソロヴィは自分の復元版に著作権を適用しており、ウォーレンはその行為に法的強制力がないと信じているが、現時点ではソロヴィに対する法的措置は請求されていない。ウォーレンは『Manos: The Hands of Fate』というフレーズ商標 の出版物差し止めを獲得することが可能で、仮に米国特許商標庁がその承認を決した場合には様々な二次創作に影響を与える可能性があった。

## 続編

### Manos: The Search for Valley Lodge
2010年、作家で監督のルパート・タルボット・ムンクSr.が『Manos: The Search for Valley Lodge』の制作に取り掛かった。トム・ネーマン（カメオでマスター役を再演）、娘のジャッキー・ネーマン=ジョーンズ（デビー役を再演）、ダイアン・マーリー（マーガレット役を再演）、バーニー・ローゼンブルム（前作でティーンの少年役）は、最初の撮影に関与していた。他にもWWEの有力選手ジーン・スニツキー、元WWEの女性選手マリア・ケネリス、UFC選手のライアン・ジモなどが出演を約束されていた。ムンク自身がトーゴ役を演じた。
2013年、ネーマン=ジョーンズはムンクとの見解相違を経てこのプロジェクトから身を引いており。2014年末までに同プロジェクトはご破算になったと報道された。

### Manos: The Rise of Torgo
2013年に『Manos: The Rise of Torgo』と言う題名の前日談を制作するプロジェクトが行われた。デビッド・ロイ（2014年の映画『Cheeseballs』製作者）が作家兼監督で、出演陣にはネーマン=ジョーンズ（邪神マノス役）が入ると発表された。本作は2018年にAmazonプライム・ビデオでリリースされた。

### Manos Returns
原作映画でデビー役を務めたジャッキー・ネーマン=ジョーンズは、2016年2月に『Manos Returns』と言う題名の『魔の巣』続編を作るキャンペーンをKickstarterで展開した。彼女によれば、続編は『魔の巣』の作り直しではなくその物語設定に基づく「おふざけ」映画だった。ネーマン=ジョーンズは、製作予定のものを面白くて怖いもので『キャビン』や『凸凹フランケンシュタインの巻 (Abbott and Costello Meet Frankenstein) 』 の路線に沿ったものだと説明した。
2016年2月24日にKickstarterで目標額24,000ドルに到達し、その後撮影が開始された。この映画は、デビー役を再演するネーマン=ジョーンズと、マスター役を再演する彼女の実父トム・ネーマンが主演となる。前作の出演者ダイアン・マーリーもマーガレット役を再演すると報じられた。ネーマン=ジョーンズとトンジア・アトミック監督はオレゴン西部で映画を撮影し、『魔の巣』初リリースの50周年にあたる2016年11月15日にこの映画をリリースする予定だった。しかし、リリース予定日の3日前にトム・ネーマンが80歳で不慮の死を遂げたため、リリースが延期された。同映画は2018年5月4日にAmazonプライムでリリースされた。

## コンピュータゲーム
本作を題材としたiOS (アップル)向けのビデオゲームが2012年にリリースされた。後にMicrosoft Windowsの移植版とAndroidの移植版が後にリリースされた。